# Уставотворна скупштина (САД)
Уставотворна скупштина САД заседала је од 25. маја до 17. септембра 1787. године у Филаделфији (Пенсилванија) како би разрешила проблеме у вези са управом САД, која је до тада функционисала према Одредбама Конфедерације. Премда је намера Скупштине била да преради Одредбе Конфедерације, од самог почетка многи њени предлагачи, од којих су водећи били Џејмс Медисон и Александар Хамилтон, намеравали су да створе нову владу, а не да поправе постојећу. Џорџ Вашингтон је изабран од делегата за председавајућег Скупштине, а Скупштина је донела Устав САД, што је сврстава међу најважније догађаје у историји САД. 
Полемика се највише водила око састава Сената и избора његових посланика, како треба дефинисати „пропорционалну заступљеност“ (да ли убрајати робове или осталу имовину), да ли извршну власт поделити између троје лица или је предати једном председнику, како бирати истог, колико дуг треба да буде његов мандат и да ли се он може поново кандидовати, за какве повреде се државни чиновник може оптужити, око природе клаузуле о одбеглим робовима, да ли дозволити укидање трговине робљем и да ли судије треба да бира законодавна власт или извршна.